# Lleure

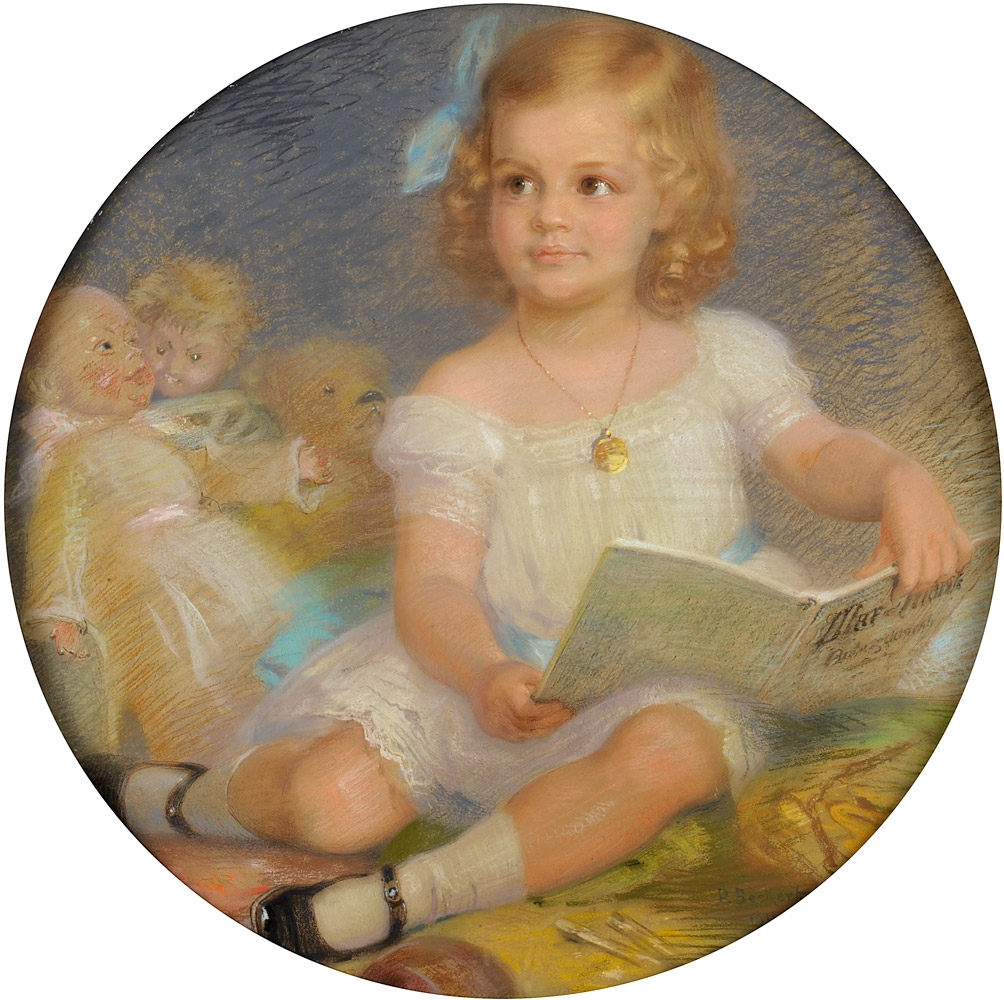
Lleure

El lleure és aquell temps lliurement dedicat als interessos propis i aficions, no relacionada amb el treball o altres obligacions (religioses, polítics, escolars, familiars…), ni tampoc amb les necessitats vitals (menjar, dormir). És el temps al qual hom té llicència de fer el que vulgui. Durant molt de temps va ser un privilegi de la classe alta. Des de l'inici del segle xx amb la progressiva reducció del temps de treball i la conquesta del dret a vacances el lleure es va generalitzar. En consqüència s'ha desenvolupat tot un sector mercantil que offereix activitats per omplir el temps llibre i tota un sèrie d'activitats de lleure organitzat, sigui per a adults o joves.
Segons el sociòleg Joffre Dumazedier (1915-2002), el lleure té tres funcions bàsiques que va anomenar 3D, de diversió, descans i desenvolupament personal. En la societat postindustrial contemporània, l'expansió del lleure i dels sectors econòmics –que d'alguna manera li estan destinats– fan que les tres funcions (diversió, descans i desenvolupament) estiguin clarament relacionades amb el que sociòlegs i filòsofs anomenen com les societats del consum, de l'espectacle i del coneixement.
L'activitat de lleure és escollida lliurement, és modificable amb el pas del temps, aporta algun gaudi o plaer a qui la practica. Enllà del simple fet de passar una bona estona i pot tenir efectes positius més en la salut, el desenvolupament d'amistats i la xarxa social, ensinistrar una aptitud o talent… El límit entre una activitat de lleure i una activitat «obligada» no és sempre clar i pot evolucionar, sobretot en activats que no es poden fer sol. Per exemple per la persona que fa un esport d'èquip o fa part d'una tropa de teatre amateur, es pot sentir obligada, perquè quan no hi va, bloqueja el joc dels altres. La llibertat rau en el fet que a l'inici es pot triar i canviar l'activitat, com que surt de les obligacions. Cuinar, per exemple, pot ser una activitat de lleure per una persona, mentrestant que per una altra és una càrrega.

## El lleure organitzat
El lleure millora la qualitat de vida de les persones i porta diferents beneficis, molts d'ells relacionats amb la salut mental i les relacions socioafectives. Ajuda de forma directa a la salut mental, perquè es treballa la creativitat i el desenvolupament personal, ja que dona una regulació de la vida mitjançant les relacions afiliatives que precisament surgiexen del lleure. En la societat actual trobem el lleure en espais d'intervenció educativa mitjançant activitats d'esbarjo.

## Etimologia
El verb i el substantiu «lleure» prové del verb impersonal llatí licet, «ésser permès, ésser possible», que també va donar «llicència». El llatí utilitzava otium (oci), l'estat «normal» dels romans ben estants (amb llur colla d'esclaus) amb la seva negació negotium («negoci», els temps quan hom tenia obligacions, i no era llibre). En català contemporani «lleure» i «oci» són considerats sinònims. Oci de vegades significa també el temps de no fer res. En grec clàssic s'utilitzava la paraula σχολή [skholè], que significava «temps lliure, mandra, descans…» el que va evolucionar vers la paraula escola, com que formar-se era el privilegi de la gent que tenia temps lliure.

## Tipus
- Oci nocturn: tracta de tot l'oci o lleure associat a la nit i activitats que s'hi desenvolupen: bars, discoteques i altres llocs on la música, les drogues i la beguda són els pilars centrals.
- Oci espectacle: és l'oci relacionat amb els espectacles, entre els quals podem distingir els culturals, com ara teatre, sarsuela, òpera, cine d'altres on el participant és actor principal del seu lleure. Aquest tipus de lleure també es coneix com a oci experiencial.

Utilitzant com a criteri la participació de les persones, podem distingir dos tipus de lleure:
- Oci actiu: el temps lliure que un individu o individus dediquen a realitzar activitats que enriqueixen la seva persona (teatre, lectura).
- Oci passiu: el temps lliure que un individu dedica a realitzar activitats que no produeixen cap tipus d'enriquiment personal.